# Huỳnh Văn Dương
Huỳnh Văn Dương (1911–1955), tên thường gọi là Năm Dương, là một nhà cách mạng Việt Nam.

## Thân thế
Huỳnh Văn Dương là con trai út và cũng là con trai duy nhất của ông Huỳnh Văn Chiêu và bà Phạm Thị Cầm; trên ông là ba người chị gái Huỳnh Thị Sâm, Huỳnh Thị Nhung, Huỳnh Thị Diệu. Gia đình họ Huỳnh có nhiều thế hệ từng tham gia khởi nghĩa chống Pháp.
Ông Huỳnh Văn Chiêu là một trong hai con trai của ông Huỳnh Văn Châu, quê ở làng Long Hựu, quận Cần Đước, tỉnh Chợ Lớn. Năm 1902, ông Chiêu rời làng đến đất Ba Rẹt, làng Mỹ Tú, quận Châu Thành, tỉnh Sóc Trăng, cuối cùng định cư ở cầu Cái Dầy, nhà Việc, làng Châu Thới, quận Vĩnh Lợi, tỉnh Bạc Liêu. Mấy năm sau, ông Chiêu được người làng cử làm Hương chủ.
Từ năm 6 tuổi, Huỳnh Văn Dương đã được giáo dục chữ Nho, chữ Quốc ngữ, tiếng Pháp, tiếng Khmer. Hoàn thành lớp 3 (bậc âu học) ở trường Cái Dầy, ông học tiểu học ở trường tỉnh Bạc Liêu, sau đó theo học trường Trung học Cần Thơ. Năm 1929, ông đỗ Thành chung hạng giỏi và đỗ vào trường Normal (Sư phạm) ở Sài Gòn.

## Cuộc đời
Đầu năm 1930, Huỳnh Văn Dương tham gia công tác rải truyền đơn của chi bộ Hội Việt Nam Cách mạng Thanh niên trường Normal. Không lâu sau, ông cùng nhiều bạn học bị chính quyền thực dân đuổi học, sang Nam Vang hoạt động trong tổ chức Việt kiều yêu nước, đồng thời mở lớp dạy chữ Quốc ngữ. Tháng 12, ông về nước, được tổ chức Đảng bố trí làm thư ký cho chi nhánh hãng rượu Bình Tây, tận dụng thân phận để làm đầu mối liên lạc cho tổ chức, trung chuyển tài liệu, sách báo, thư từ cho các địa phương.
Tháng 5 năm 1945, Huỳnh Văn Dương đến Cần Thơ vận động binh lính và tổ chức mua súng, xây dựng các đơn vị vũ trang chuẩn bị khởi nghĩa. Tháng 8, ông tham gia lãnh đạo khởi nghĩa ở làng Mỹ Hòa, được cử làm Chủ tịch Uỷ ban Dân tộc Giải phóng làng Mỹ Hòa.
Ngày 23 tháng 9, ông cùng Dương Kỳ Hiệp, Phạm Ngọc Nguyên, Phan Văn Chiêu, Lưu Khánh Đức,... tổ chức lực lượng kháng chiến chống Pháp ở tỉnh Sóc Trăng. Đầu năm 1946, ông được phân công làm Phó Chủ nhiệm Mặt trận Việt Minh tỉnh Sóc Trăng. Năm 1948, ông được bầu làm Thường vụ Tỉnh ủy, Chủ nhiệm Mặt trận Liên Việt tỉnh Sóc Trăng.
Tháng 2 năm 1950, tại Đại hội đại biểu Đảng bộ Sóc Trăng lần đầu tiên tổ chức tại Mỹ Phước (Sóc Trăng), ông được bầu làm Bí thư Tỉnh ủy Sóc Trăng. Tháng 7 năm 1954, Hiệp định Genève được ký kết, ông được phân công ở lại miền nam. Tháng 10, Huỳnh Văn Dương cùng các đồng chí Phùng Hữu Hạnh, Hà Tấn Đắc bị bắt trên đường đi họp xã Thạnh Quới, do sự chỉ điểm của Trần Kim Thảo. Ông bị giam giữ và tra tấn ở nhiều nhà tù tại Sóc Trăng, Cần Thơ, Sài Gòn và cuối cùng bị kẻ địch thủ tiêu.
Năm 1998, di cốt của ông được tìm thấy và an táng ở nghĩa trang liệt sĩ tỉnh Sóc Trăng.

## Gia đình
Vợ ông là bà Võ Thị Kinh, con gái ông Võ Thanh Trà ở làng Mỹ Chánh, quận Trà Ôn, tỉnh Cần Thơ. Anh trai bà Kinh là đốc học Võ Văn Chất, bạn học của ông Dương tại trường Normal. Năm 1945, ông Chất là Uỷ viên thơ ký Ủy ban Dân tộc Giải phóng làng Mỹ Hòa.
Con trai ông là Huỳnh Việt Hưng, Nguyên Ủy viên Ban chấp hành Liên đoàn Lao động thành phố Cần Thơ, Nguyên Chủ tịch Liên đoàn Lao động quận Ninh Kiều. 